# Departamento Sarmiento (Chubut)
Sarmiento es un departamento de la provincia del Chubut, Argentina.
El departamento tiene una superficie de 14.563 km² y limita al norte con el departamento de Paso de Indios, al oeste con el de Río Senguer, al este con el de Escalante, y al sur con la provincia de Santa Cruz.

## Toponimia
El nombre rinde homenaje al educador sanjuanino, presidente de la Nación Argentina Domingo Faustino Sarmiento.

## Zona Militar de Comodoro Rivadavia

El departamento Sarmiento dentro de la Zona Militar de Comodoro Rivadavia.

El departamento Sarmiento formó parte de la Zona Militar de Comodoro Rivadavia, existente entre 1944 y 1955. Limitaba a al norte con el Territorio Nacional del Chubut, al oeste con el departamento Río Mayo, al sur con el departamento Las Heras y al este con los departamentos Camarones, Pico Salamanca y Comodoro Rivadavia.
En el censo de 1947 tenía una población de 5.140 habitantes (el segundo más poblado de la gobernación militar) de los cuales eran 3.470 hombres y 1.670 mujeres. En cuanto a la población urbana, tenía 3.648 habitantes, y en cuanto a la población rural, 1.492.
Desde 1955 conforma la provincia del Chubut, manteniendo la misma superficie territorial y su ciudad cabecera.

## Demografía
El departamento viene experimentando un crecimiento sostenido y moderado desde el censo de 1991 se registraron 7.663 pobladores. Para el censo 2001 8.724, con una densidad de 0,6 habitantes. Debido a las crecientes migraciones, la población alcanzó en 2010 los 11.396 habitantes. Se compuso de 5.898 varones y 5.498 mujeres.

En 2022 la población continuó su sostenido y lento crecimiento al alcanzar 14.596 habitantes. Su crecimiento se situó en torno al 28.1% y fue el segundo mayor de la provincia tras el departamento de Cushamen. Como dato destacable, solo 307 habitantes fueron censados como población rural dispersa y no habitan en el ejido municipal de Sarmiento. Además, es un los  pocos casos en que el tamaño del departamento de 14.563 km² se corresponde casi con su población de 14.596.
| Población | 7663 | 8724 | 11.396 | 14.596 |
| Variación | ?    | ?    | ?      | +28.1% |

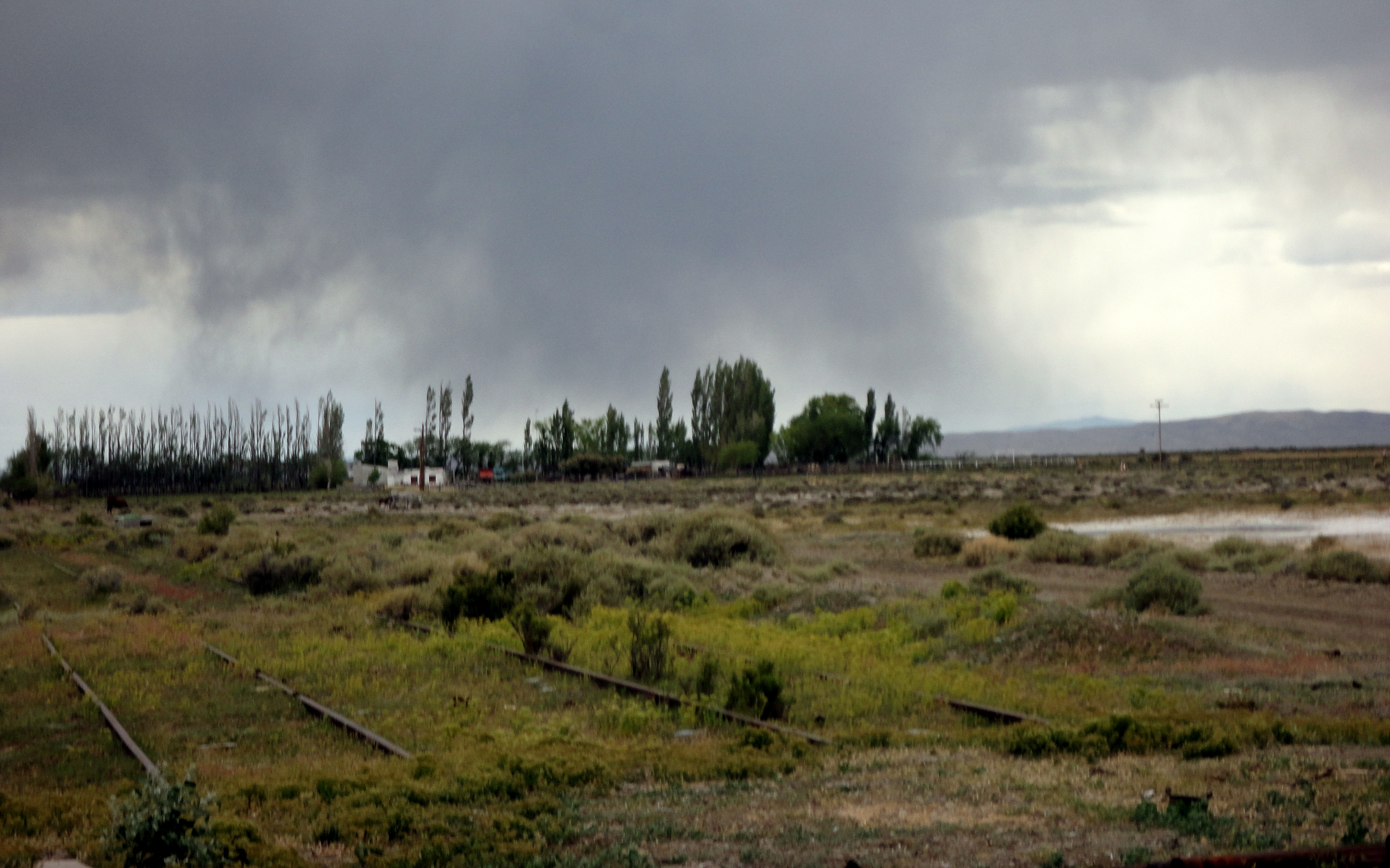
El paraje Colhué Huapi en el ingreso a Sarmiento

Fuente: Instituto Nacional de Estadísticas y Censos, INDEC

## Localidades
- Buen Pasto
- Sarmiento

## Parajes o localidades rurales

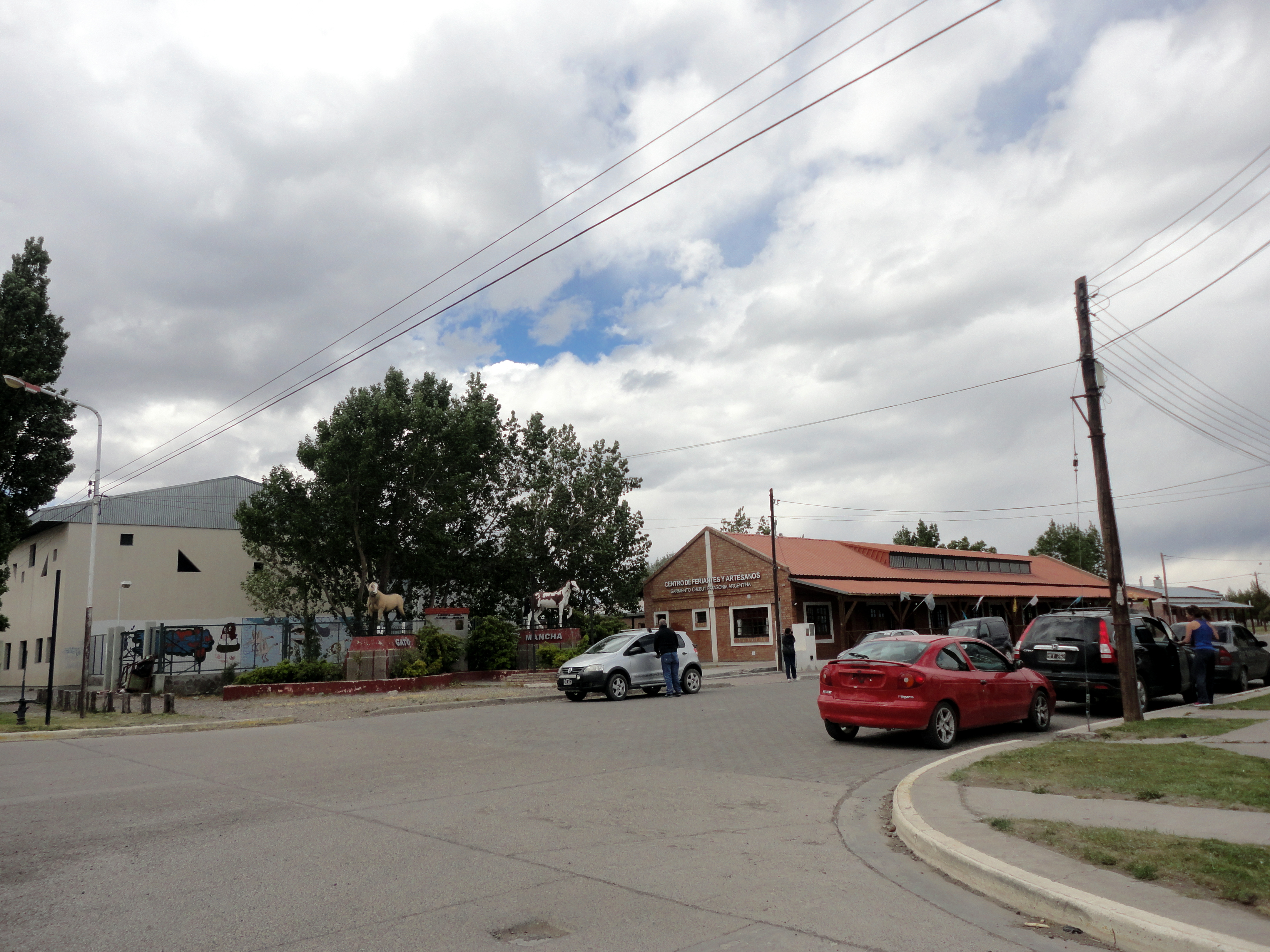
Centro de artesanos de Sarmiento

- Cañadón Lagarto
- Colhué Huapi
- Enrique Hermitte
- Valle Hermoso
- Km 117
- Las Pulgas
- Los Manantiales
- Matasiete